# جيف برايس
جيف برايس (بالإنجليزية: Jeff Price)‏ هو مدرب كرة سلة أمريكي، ولد في 14 نوفمبر 1959 في كولومبوس في الولايات المتحدة.